# Massawa International Airport
Massawa International Airport är en flygplats i Eritrea.   Den ligger i regionen Norra rödahavsregionen, i den centrala delen av landet, 60 km nordost om huvudstaden Asmara. Massawa International Airport ligger 47 meter över havet.
Terrängen runt Massawa International Airport är platt. Runt Massawa International Airport är det ganska glesbefolkat, med 47 invånare per kvadratkilometer. Närmaste större samhälle är Massawa, 13,1 km sydost om Massawa International Airport. Trakten runt Massawa International Airport är ofruktbar med lite eller ingen växtlighet.